# Wybory prezydenckie w Republice Konga w 2021 roku
Wybory prezydenckie w Republice Konga w 2021 roku – wybory prezydenckie w Kongu przeprowadzone 21 marca 2021 roku. Urzędujący prezydent Denis Sassou-Nguesso uzyskał reelekcję w pierwszej turze głosowania, otrzymując 88% głosów, przy frekwencji wynoszącej 67,55%.

## System elekcyjny
Prezydent Republiki Konga jest wybierany w dwóch turach. 14 stycznia 2016 roku przyjęto ustawę ustanawiającą nową komisję wyborczą – Niezależną Państwową Komisję Wyborczą (fr. Commission nationale électorale indépendante, CNEI) w miejsce Krajowej Komisji ds. Organizacji Wyborczych (fr. Commission nationale d’organisation des élections, CONEL). Ustawa była wynikiem dialogu między rządem, a partiami opozycyjnymi. CNEI składa się z członków zarówno rządu, jak i partii opozycyjnych, a także obywateli niezrzeszonych i w przeciwieństwie do CONEL, działa jako organizacja niezależna finansowo od rządu.
Karty do głosowania składają się z jednej kartki. Partie są uprawnione do posiadania przedstawicieli we wszystkich lokalach wyborczych, a ich zgoda na poświadczenie liczenia głosów jest obowiązkowa. Wszystkie osoby dorosłe powyżej 18 roku życia mają prawo głosu.

## Kandydaci
Rządzący prezydent Denis Sassou-Nguesso zapowiedział swój start w wyborach 23 stycznia 2021 roku, podczas inauguracji budowy drogi do Kibangou w departamencie Niari.
1 lutego 2021 roku swój start w wyborach zapowiedział Guy Brice Parfait Kolélas (jako kandydat Związku Demokratów i Humanistów).
Do wyborów natomiast nie zgłosił się Pascal Tasty Mabiala – kandydat na prezydenta z 2016 roku oraz lider opozycyjnej partii (zasiadającej również w Zgromadzeniu Narodowym) – Panafrykańskiego Związku na rzecz Demokracji Społecznej. Nie zdecydował się na start, powołując się na błędy w organizacji wyborów. Do bojkotu wyborów zachęcali z kolei Clément Mierassa i Paulin Mkaya, wzywając jednocześnie do uwolnienia dwójki byłych kandydatów na prezydenta – Jean-Marie Michel Mokoko i André Okombi Salissa.
Ostatecznie w wyborach wystartowało 7 kandydatów: Denis Sassou-Nguesso, Guy Brice Parfait Kolelas, Mathias Dzon, Joseph Kignoumbi Kia Mboungou, Anguios Nganguia Engambé, Dave Uphrem Mafoula i Albert Ognangué.

## Kampania wyborcza i przebieg wyborów
Kampania wyborcza rozpoczęła się 5 marca 2021 roku. W trakcie kampanii Kolelas postulował o przeprowadzenie debaty pomiędzy wszystkimi kandydatami.
W trakcie kampanii, 18 marca 2021 roku, Kolelas poinformował dziennikarzy, że obawia się, iż zachorował na malarię. 20 marca był widziany w masce tlenowej oraz z mankietem do pomiaru ciśnienia na ramieniu. Do szpitala trafił z powodu stwierdzenia u niego choroby COVID-19. Będąc w szpitalu zwrócił się do swoich wyborców prosząc ich o to, żeby poszli na wybory.
Jako pierwsi, 17 marca, zagłosowali członkowie sił zbrojnych Konga. Pierwsza tura dla wszystkich obywateli odbyła się 21 marca 2021 roku. W dniu wyborów wyłączony został Internet, natomiast w przeciwieństwie do wyborów w 2016 roku, połączenia telefoniczne nie zostały zerwane.

## Wyniki
| Kandydat                      | Partia polityczna                            | Ilość głosów | %           |
| ----------------------------- | -------------------------------------------- | ------------ | ----------- |
| Denis Sassou-Nguesso          | Kongijska Partia Pracy                       | 1 552 948    | 88,57%      |
| Guy Brice Parfait Kolélas     | Związek Demokratów i Humanistów              | 137 463      | 7,84%       |
| Mathias Dzon                  | Union Patriotique pour le Renouveau National | 33 314       | 1,9%        |
| Joseph Kignoumbi Kia Mboungou | La Chaîne                                    | 10 502       | 0,6%        |
| Dave Uphrem Mafoula           | Les Souverainistes                           | 9468         | 0,54%       |
| Albert Ognangué               | Bezpartyjny                                  | 6848         | 0,39%       |
| Anguios Nganguia Engambé      | Parti pour l'action de la République         | 2630         | 0,15%       |
| Głosy puste/nieważne          | brak danych                                  | brak danych  | brak danych |
| Razem                         | brak danych                                  | brak danych  | brak danych |